# Panorpa byersi
Panorpa byersi är en näbbsländeart som beskrevs av Hua, Huang in Li, Hua, Cai och Huang 2007. Panorpa byersi ingår i släktet Panorpa och familjen skorpionsländor. Inga underarter finns listade i Catalogue of Life.